# Heinrich II. Hafenberg
Heinrich II. Hafenberg († 1456 in Blaubeuren) war Abt des Klosters Blaubeuren.

## Leben
Heinrich stammte aus einer reichen Familie der Stadt Blaubeuren, die in der zweiten Hälfte des 15. Jahrhunderts zur württembergischen Ehrbarkeit gehörte. Er wurde bereits in jungen Jahren Prior des Klosters Blaubeuren.
Abt Heinrich konnte die bereits von seinem Vorgänger mit dem Immunitätsbezirk geschaffene unabhängige Stellung des Klosters weiter ausbauen. So wird im Jahr 1422 das Kloster Blaubeuren in den Reichsmatrikeln genannt, es musste zehn gewappnete Reiter zum Hussitenkrieg stellen.
Abt Heinrich förderte die Gründung des Blaubeurer Spitals und besetzte Pfründe in der Stadt mit Personen aus seinem Familienkreis.
Heinrich II. Hafenberg und sein Konvent hatten am 21. Januar 1448 Graf Ludwig I. von Württemberg als ihren Schirmherrn und Kastvogt angenommen. Dies bedeutete die Anerkennung der württembergischen Landesherrschaft durch das Kloster. Im Schirmbrief des Grafen Ludwig I. vom 16. Februar 1448 bestätigte er die Freiheiten der fünf Klosterorte Machtolsheim, Seißen, Ringingen, Erstetten und Rottenacker.
Unter dem Einfluss der Grafen von Württemberg öffnete sich das Kloster Blaubeuren für die Melker Klosterreform. Auf dem 1493 errichteten Chorgestühl wurde folgende Inschrift angebracht: „Anno domini 1493 anno vero regiminis verabundi domini Henrici abb. 18. anno autem reformationis 42 elaborata sunt haec subsellia a Georgio Sürlin de Ulma huius artis peritissimo“.
Auf dem Ordenskapitel 1454 in Seligenstadt wurde Abt Heinrich für das folgende 1456 in Erfurt stattfindende Ordenskapitel zum Mitpräsidenten gewählt. Gleichzeitig wurde er mit dem Abt von Heilig Kreuz in Donauwörth zum Visitator in den Diözesen Augsburg und Eichstätt bestimmt.
Im Jahr 1456 resignierte Abt Heinrich II. Hafenberg aus gesundheitlichen Gründen.